# برايان تي فيتزباتريك
برايان تي فيتزباتريك (بالإنجليزية: Brian T. Fitzpatrick)‏ هو محامي أمريكي، ولد في 9 مايو 1975.